# Botanischer Garten Vácrátót

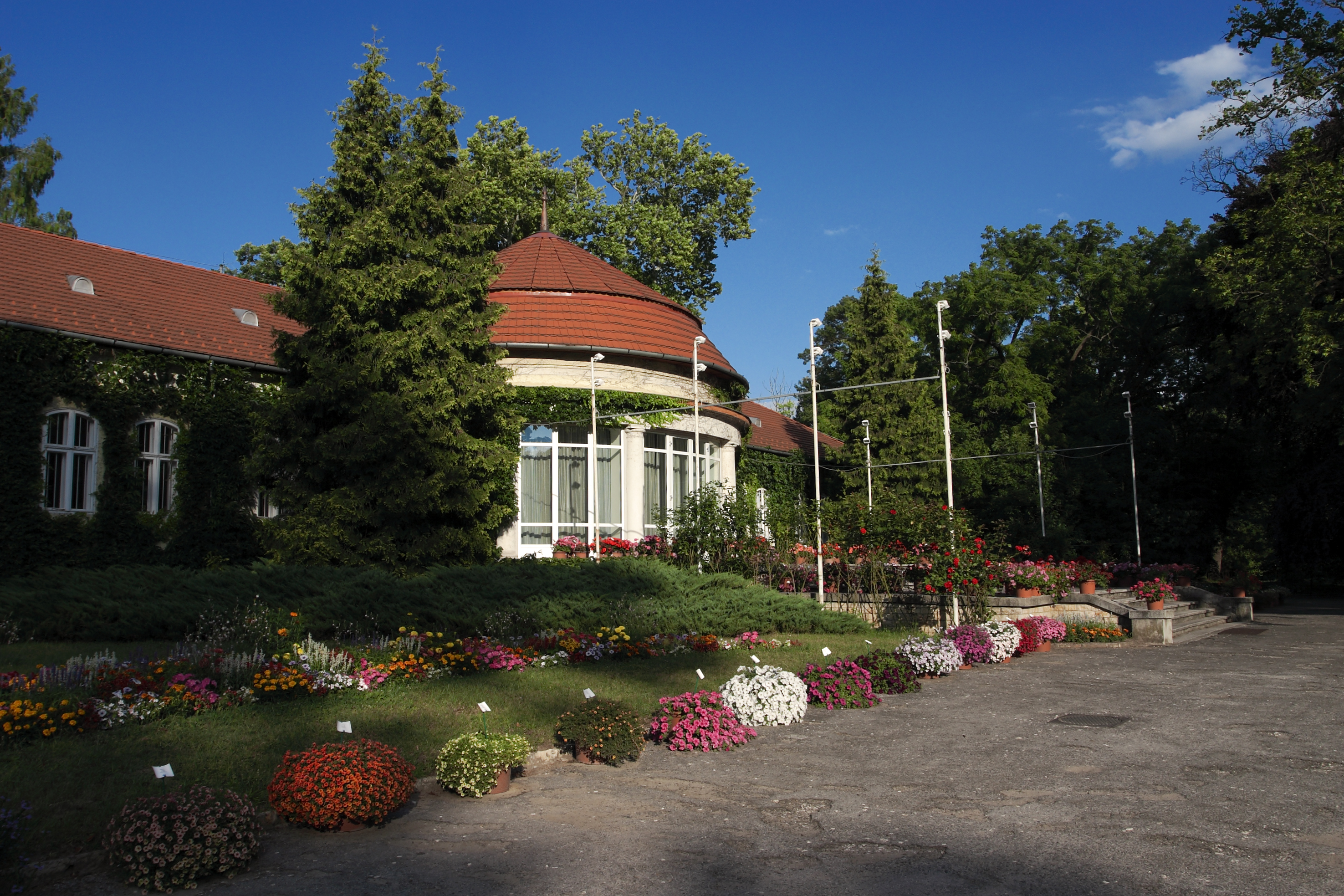
Botanischer Garten Vácrátót

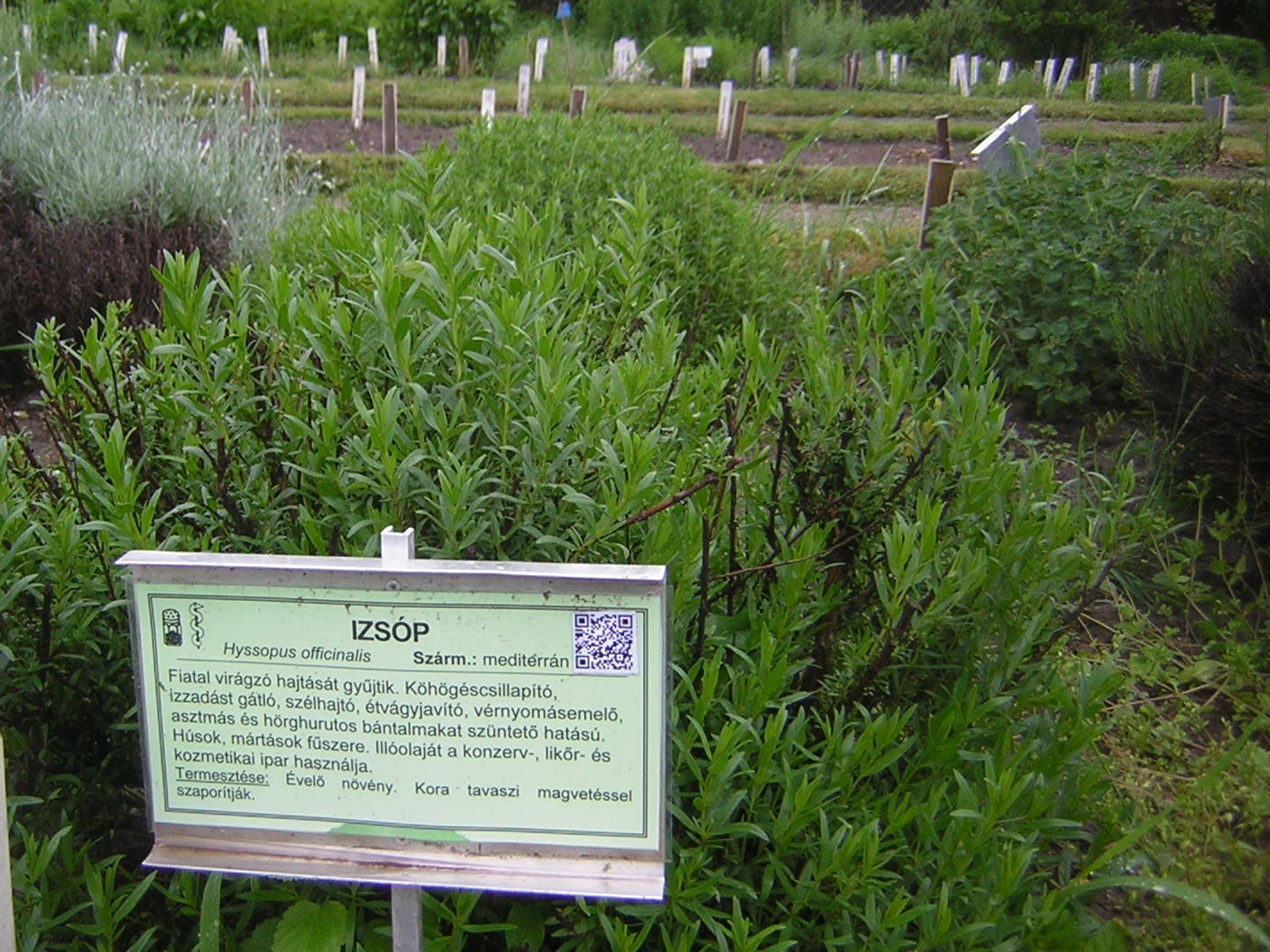
Ysop mit QR-Code

Der Botanische Garten Vácrátót ist ein im Eigentum der Ungarischen Akademie der Wissenschaften befindlicher botanischer Garten in Ungarn. Er liegt in Vácrátót, ungefähr 30 Kilometer von Budapest entfernt. Auf einer Fläche von 27 Hektar kann man fast 13.000 Pflanzensorten sehen; damit ist er der größte botanische Garten des Landes.
Das Institut nimmt, zusammen mit dem ungarischen Wikimedia, an einem QRpedia-Projekt teil.

## Liste der Bäume
- Pinus nigra: Schwarzkiefer
- Taxus baccata: Europäische Eibe
- Morus alba ’Pendula’: Weiße Maulbeere
- Acer acuminatilobum:
- Cornus mas: Kornelkirsche
- Phellodendron japonicum: Japanischer Korkbaum
- Cercidiphyllum japonicum: Japanischer Kuchenbaum
- Fraxinus excelsior ’Pendula’: Gemeine Esche
- Sophora japonica: Japanischer Schnurbaum
- Corylus colurna: Türkischer Hasel
- Cladrastis lutea: Amerikanisches Gelbholz
- Thuja occidentalis ’Malonyana’: Abendländische Thuja
- Tsuga canadensis: Kanadische Hemlocktanne
- Cephalotaxus drupacea:
- Acer platanoides ‘Schwedleri’: Spitzahorn
- Fagus sylvatica ‘Atropunicea’: Rotbuche
- Corylus maxima ‘Purpurea’: Lambertshasel
- Viburnum rhytidophyllum: Runzelblättriger Schneeball
- Quercus libani: Libanon-Eiche
- Cephalanthus occidentalis: Westlicher Knopfbusch
- Taxodium distichum: Echte Sumpfzypresse
- Pterocarya fraxinifolia: Kaukasische Flügelnuss
- Aesculus hippocastanum ‘Baumannii’: Gewöhnliche Rosskastanie
- Carpinus betulus: Hainbuche
- Maclura pomifera: Milchorangenbaum
- Fagus sylvatica ‘Laciniata’: Rotbuche
- Philadelphus sp.: Pfeifensträucher
- Fraxinus angustifolia ssp pannonica: Schmalblättrige Esche
- Fagus sylvatica: Rotbuche
- Populus alba: Silber-Pappel
- Pseudotsuga menziesii: Douglaskiefer
- Liriodendron tulipifera: Tulpenbaum
- Acer pseudoplatanus: Berg-Ahorn
- Picea orientalis: Kaukasus-Fichte
- Akebia quinata: Fingerblättrige Akebie
- Quercus robur: Stieleiche
- Juniperus chinensis ’Keteleeri’: Chinesischer Wacholder
- Abies numidica: Numidische Tanne
- Pinus sylvestris: Waldkiefer
- Carpinus betulus ‘Fastigiata’: Hainbuche
- Toxicodendron vernicifluum: Lackbaum
- Quercus rubra: Roteiche
- Carpinus betulus ‘Pendula’: Hainbuche
- Pinus griffithii:
- Syringa chinensis: Chinesischer Flieder
- Libocedrus decurrens: Weihrauchzeder
- Lonicera maackii: Amur-Heckenkirsche
- Kolkwitzia amabilis: Kolkwitzie
- Buddleia alternifolia: Wechselblättriger Sommerflieder
- Viburnum carlesii:
- Acer nikoense: Nikko-Ahorn
- Juniperus media ’Hetzii’:
- Quercus dentata: Japanische Kaiser-Eiche
- Pinus armandii: Armands Kiefer
- Populus simonii ‘Fastigiata’: Birken-Pappel
- Liquidambar orientalis: Orientalischer Amberbaum
- Corylus avellana ‘Contorta’: Gemeine Hasel
- Wisteria floribunda ‘Alba’: Japanische Wisteria
- Platanus acerifolia: Ahornblättrige Platane
- Ginkgo biloba: Ginkgo
- Magnolia kobus: Kobushi-Magnolie
- Acer saccharinum ‘Wieri’: Silber-Ahorn
- Gymnocladus dioicus: Geweihbaum
- Fagus sylvatica ‘Pendula’: Rotbuche
- Celastrus orbiculatus: Rundblättriger Baumwürger
- Parthenocissus tricuspidata: Dreispitzige Jungfernrebe
- Acer platanoides: Spitzahorn
- Juniperus virginiana: Virginischer Wacholder
- Juglans nigra: Schwarznuss
- Metasequoia glyptostroboides: Urweltmammutbaum
- Acer saccharum: Silber-Ahorn
- Quercus frainetto: Ungarische Eiche
- Celtis occidentalis: Amerikanischer Zürgelbaum
- Tilia sp.: Linden
- Fraxinus americana: Weiß-Esche